# 阮文燾
阮文燾（?—?），清朝政治人物。贵州畢節人。同進士出身。
乾隆五十五年（1790年）清高宗八旬庚戌恩科進士，二甲二十三名，后官河南光山知縣。